# 蒂鲁内埃尔马莱
蒂鲁内埃尔马莱（Thiruneermalai），是印度泰米尔纳德邦Kancheepuram县的一个城镇。总人口19019（2001年）。

## 人口
该地2001年总人口19019人，其中男性9621人，女性9398人；0—6岁人口2035人，其中男963人，女1072人；识字率79.15%，其中男性为83.80%，女性为74.39%。